# Giacomo Coltrino
Giacomo Coltrino (? - 1503, Chania) – włoski architekt i malarz. Razem z Bartolomeo d’Alviano zaprojektował zamek w Rovereto w południowych Włoszech.